# Sulzbach (Taunus)
Sulzbach (Taunus) (ⓘ) ist eine Gemeinde mit 8901 Einwohnern (31. Dezember 2023) im südhessischen Main-Taunus-Kreis und liegt im Rhein-Main-Gebiet. Bekannt ist Sulzbach durch das 1964 eröffnete erste Einkaufszentrum Deutschlands, das Main-Taunus-Zentrum.

## Geografie

### Lage
Sulzbach (Taunus) liegt zwischen Mainebene und dem Südrand des Taunus. Im Süden grenzt es unmittelbar an Frankfurt am Main. Die Entfernung zum Stadtzentrum Frankfurts beträgt 15 km, zum Flughafen Frankfurt 18 km und zur Landeshauptstadt Wiesbaden 35 km.
Das Gemeindegebiet wird von Süd nach Nord von der Königsteiner Straße der L 3266 gestreift, einer ehemaligen Chaussee, heute eine wichtige Verbindungsstraße im Vordertaunus.

### Nachbargemeinden
Sulzbach grenzt im Nordosten an die Stadt Schwalbach am Taunus, im Süden an die kreisfreie Stadt Frankfurt am Main, im Westen an die Gemeinde Liederbach am Taunus, sowie im Nordwesten an die Stadt Bad Soden am Taunus.

## Geschichte

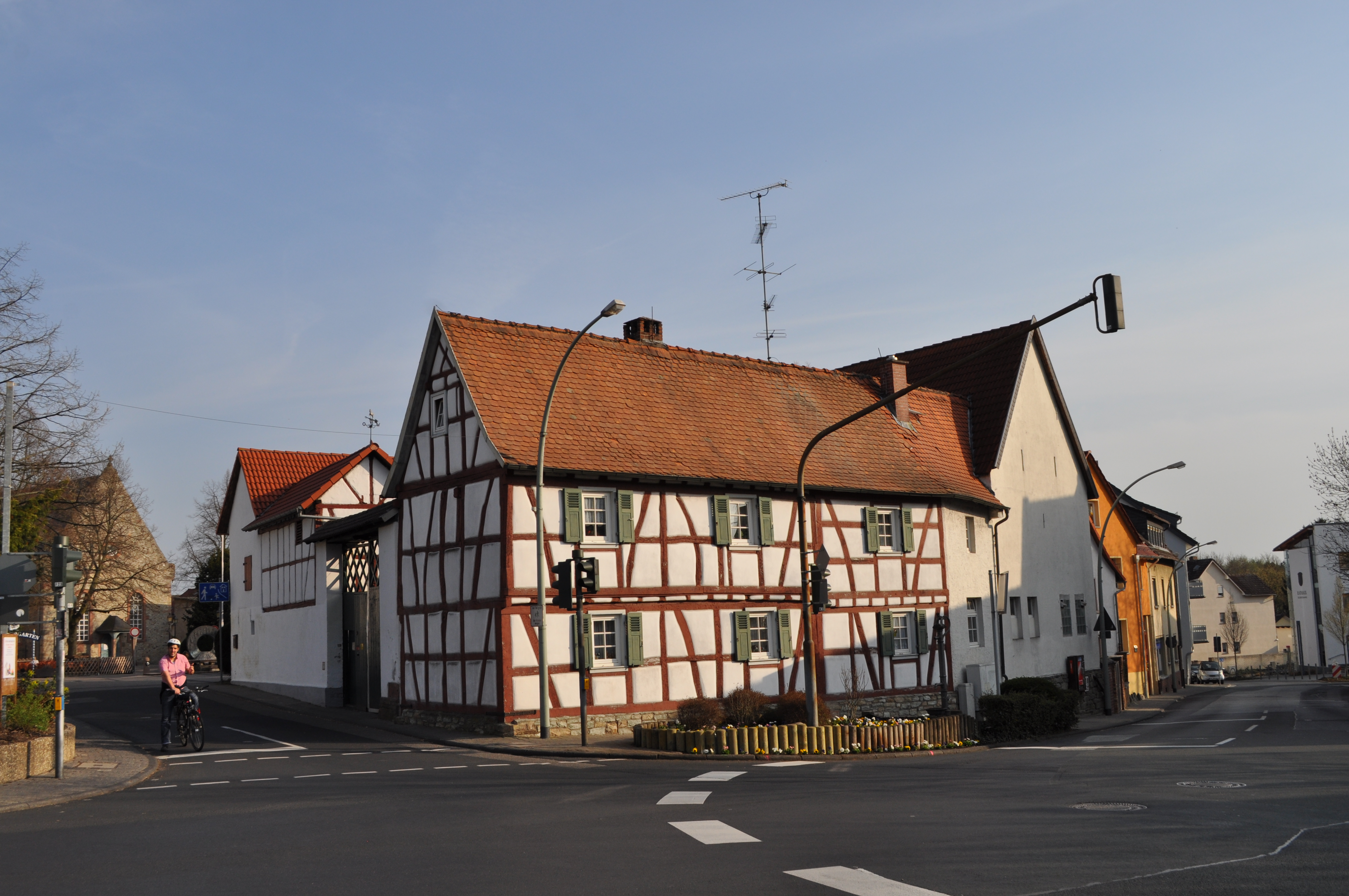
Fachwerkhaus am Sulzbacher Dalles

Sulzbach wurde erstmals am 16. Februar 1035 in der Stiftungsurkunde des pfälzischen Klosters Limburg genannt und wurde diesem damals von Kaiser Konrad II. geschenkt. Es heißt darin, das Kloster erhalte den Ort „zum Eigentum, mit allen Rechten und Nutznießungen wie sie seither die rheinfränkischen Herzöge dort inne gehabt“ hätten.
Nach einer Zeit wechselnder Herrschaften und der zeitweiligen Verpfändung an die Freie Reichsstadt Frankfurt am Main kam der Ort als Reichsdorf nach einer Teilung der hohen Gerichtsbarkeit im Jahre 1561 zwischen Frankfurt und der Kurpfalz im Jahre 1613 zur Kurpfalz.
Im Dreißigjährigen Krieg brannte der Ort 1622 im Zuge der Schlacht bei Höchst ab, die Kirche brannte vollkommen aus. Nach dem Bergsträßer Rezess 1650 kam die Vogtei über Sulzbach im Rahmen eines Gebietstauschs an Kurmainz. Die Kirche, mit ältesten Bauteilen aus dem Jahr 1031, wurde 1652 bis 1659 als Notkirche wiederhergestellt und 1724 ersetzte der bis heute erhaltene Bau das alte Kirchenschiff. Die Vordächer der beiden Eingänge stammen noch von 1660. Im Jahr 1803 zählte Sulzbach zu den letzten fünf verbliebenen freien Reichsdörfern im Alten Reich. 1804 kam das Dorf mit den rechtsrheinischen Kurmainzer Gebieten zum Herzogtum Nassau und mit diesem 1866 zu Preußen.
Nach der Auflösung Preußens durch die Alliierten nach dem Zweiten Weltkrieg wurde Sulzbach Teil des neuen Bundeslandes Hessen. Die Gebietsreform in Hessen in den 1970er-Jahren überstand die Gemeinde dank Bürgermeister Karl Reinke als eine der ganz wenigen unverändert. Die eigentlich geplante Eingemeindung nach Bad Soden am Taunus konnte durch massive Proteste der Bevölkerung und eine Klage vor dem Staatsgerichtshof des Landes Hessen abgewendet werden.
Seit dem Jahr 1964 befindet sich im Gebiet von Sulzbach mit dem Main-Taunus-Zentrum das erste nach dem Vorbild amerikanischer, in sich abgeschlossener Einkaufszentren gebaute Objekt.

## Religion

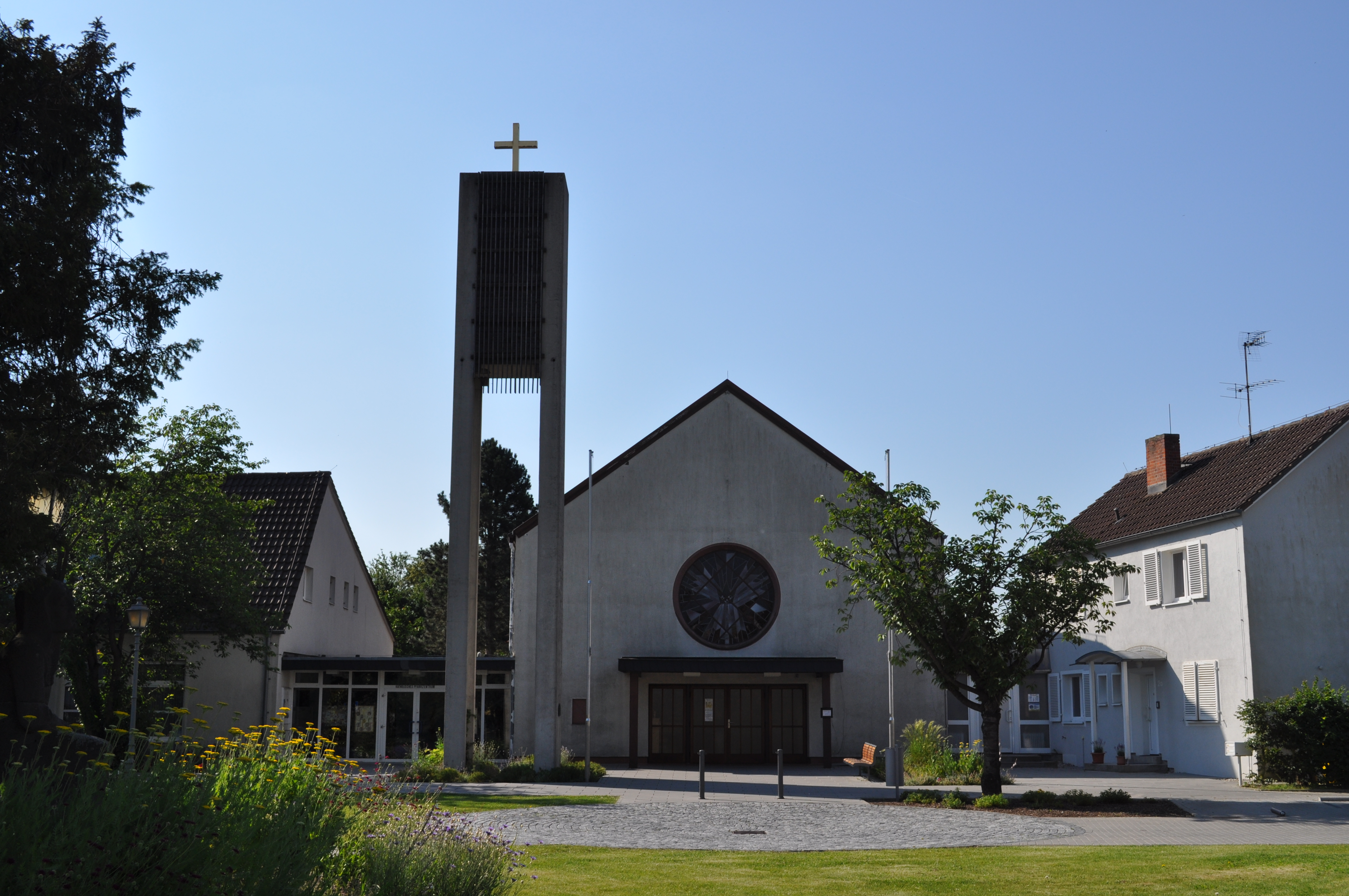
Die katholische Maria Rosenkranzkönigin Kirche

In Sulzbach gibt es eine evangelische und eine katholische Kirchengemeinde.

## Politik

### Gemeindevertretung
Die Gemeindevertretung wird alle fünf Jahre gewählt. Die letzte Kommunalwahl fand am 14. März 2021 statt. Die Tabelle zeigt die Ergebnisse seit 2001.

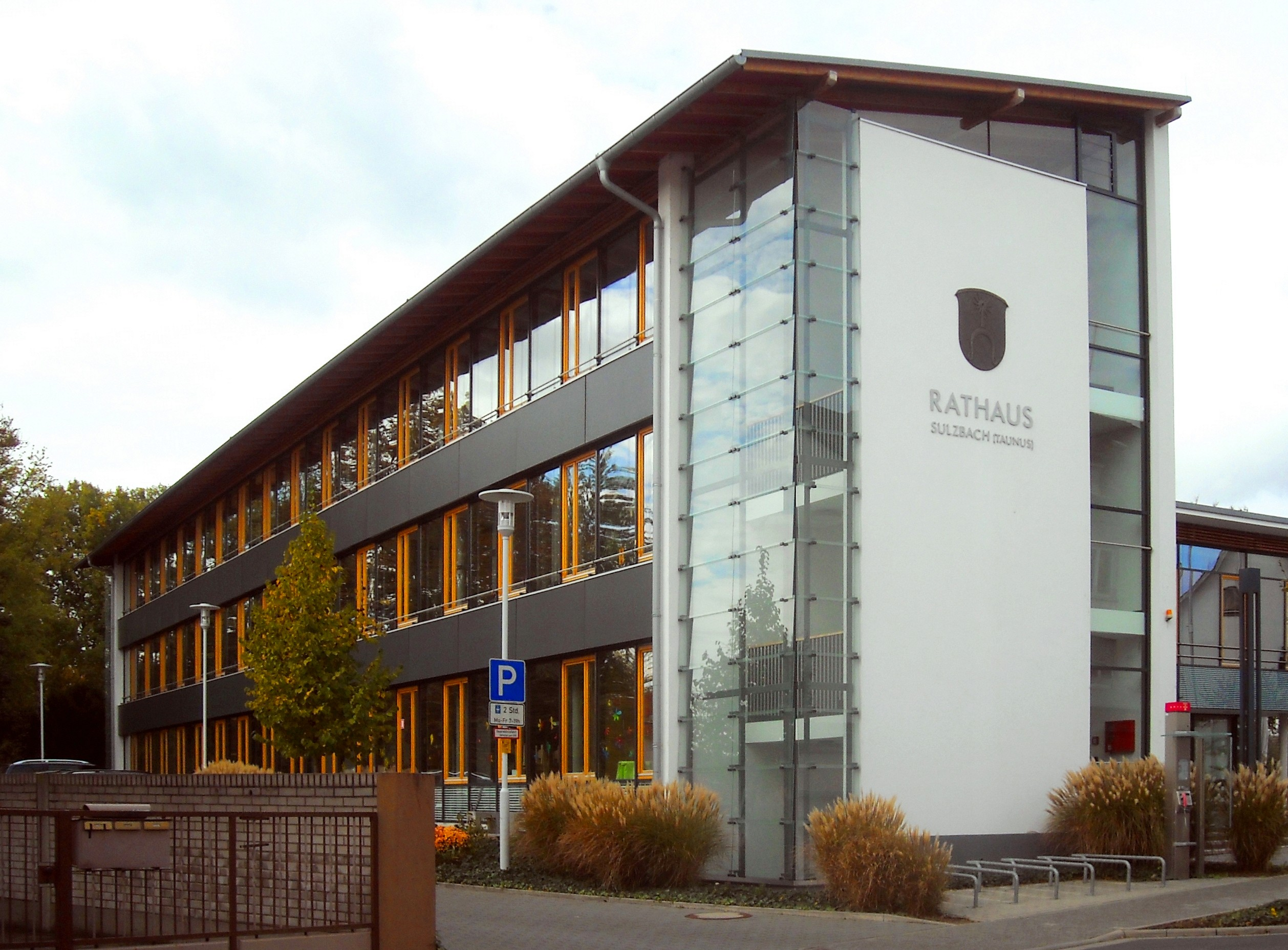
Rathaus

| Sitzverteilung in der Gemeindevertretung 2021Insgesamt 31 Sitze - SPD: 8 - Grüne: 7 - FDP: 2 - CDU: 11 - FWG: 3 | Parteien und Wählergemeinschaften | Parteien und Wählergemeinschaften           | % 2021 | Sitze 2021 | % 2016 | Sitze 2016 | % 2011 | Sitze 2011 | % 2006 | Sitze 2006 | % 2001 | Sitze 2001 |
| Sitzverteilung in der Gemeindevertretung 2021Insgesamt 31 Sitze - SPD: 8 - Grüne: 7 - FDP: 2 - CDU: 11 - FWG: 3 | CDU                               | Christlich Demokratische Union Deutschlands | 36,5   | 11         | 40,9   | 13         | 35,8   | 11         | 43,8   | 14         | 48,5   | 15         |
| Sitzverteilung in der Gemeindevertretung 2021Insgesamt 31 Sitze - SPD: 8 - Grüne: 7 - FDP: 2 - CDU: 11 - FWG: 3 | SPD                               | Sozialdemokratische Partei Deutschlands     | 25,3   | 8          | 27,6   | 8          | 36,2   | 11         | 27,2   | 8          | 28,8   | 9          |
| Sitzverteilung in der Gemeindevertretung 2021Insgesamt 31 Sitze - SPD: 8 - Grüne: 7 - FDP: 2 - CDU: 11 - FWG: 3 | GRÜNE                             | Bündnis 90/Die Grünen                       | 20,6   | 7          | 9,0    | 3          | —      | —          | —      | —          | —      | —          |
| Sitzverteilung in der Gemeindevertretung 2021Insgesamt 31 Sitze - SPD: 8 - Grüne: 7 - FDP: 2 - CDU: 11 - FWG: 3 | FDP                               | Freie Demokratische Partei                  | 7,1    | 2          | 5,5    | 2          | 4,5    | 1          | 5,9    | 2          | 5,7    | 2          |
| Sitzverteilung in der Gemeindevertretung 2021Insgesamt 31 Sitze - SPD: 8 - Grüne: 7 - FDP: 2 - CDU: 11 - FWG: 3 | FWG                               | Freie Wählergemeinschaft (Sulzbach)         | 10,6   | 3          | 9,0    | 3          | 4,5    | 2          | 5,2    | 2          | 6,8    | 2          |
| Sitzverteilung in der Gemeindevertretung 2021Insgesamt 31 Sitze - SPD: 8 - Grüne: 7 - FDP: 2 - CDU: 11 - FWG: 3 | GAL                               | Grün-Alternative Liste                      | —      | —          | —      | —          | 11,7   | 4          | 7,9    | 2          | 10,3   | 3          |
| Sitzverteilung in der Gemeindevertretung 2021Insgesamt 31 Sitze - SPD: 8 - Grüne: 7 - FDP: 2 - CDU: 11 - FWG: 3 | Pro Sulzbach                      | Pro Sulzbach am Taunus                      | —      | —          | 8,1    | 2          | 7,3    | 2          | 9,9    | 3          | –      | –          |
| Sitzverteilung in der Gemeindevertretung 2021Insgesamt 31 Sitze - SPD: 8 - Grüne: 7 - FDP: 2 - CDU: 11 - FWG: 3 | Gesamt                            | Gesamt                                      | 31     | 31         | 31     | 31         | 31     | 31         | 31     | 31         | 31     | 31         |
| Sitzverteilung in der Gemeindevertretung 2021Insgesamt 31 Sitze - SPD: 8 - Grüne: 7 - FDP: 2 - CDU: 11 - FWG: 3 | Wahlbeteiligung in %              | Wahlbeteiligung in %                        | 58,3   | 58,3       | 53,1   | 53,1       | 53,6   | 53,6       | 47,9   | 47,9       | 54,6   | 54,6       |

### Bürgermeister
Nach der hessischen Kommunalverfassung wird der Bürgermeister für eine sechsjährige Amtszeit gewählt, seit dem Jahr 1993 in einer Direktwahl, und ist Vorsitzender des Gemeindevorstands, dem in der Gemeinde Sulzbach (Taunus) neben dem Bürgermeister ehrenamtlich ein Erster Beigeordneter und neun weitere Beigeordnete angehören. Die Stärke der in der Gemeindevertretung vertretenen Fraktionen spiegelt sich grundsätzlich in der Zusammensetzung des ehrenamtlichen Gemeindevorstands wider. Bürgermeister ist seit dem 1. Mai 2016 Elmar Bociek (CDU). Er setzte sich am 22. November 2015 in einer Stichwahl gegen Amtsinhaberin Renate Wolf (SPD), die sich um eine zweite Amtszeit beworben hatte, bei 52,6 Prozent Wahlbeteiligung mit 55,3 Prozent der Stimmen durch. Es folgte eine Wiederwahl im November 2021.
Amtszeiten der Bürgermeister
- 2016–2028 Elmar Bociek (CDU)[8]
- 2010–2016 Renate Wolf (SPD)[9]
- 2004–2010 Horst Schmittdiel (CDU)
- 1986–2004 Herbert Uhrig (CDU)
- 1978–1986 Berthold R. Gall (CDU)
- 1963–1978 Karl Reinke (SPD)
- 1945–1963 Heinrich Kleber (SPD)

### Wappen
Beschreibung: In Rot ein goldenes Sporenrädlein mit Bügel.

### Flagge
Die Flagge wurde am 1. November 1954 durch das Hessische Innenministerium genehmigt.
Flaggenbeschreibung: „In einer roten von 2 goldenen Streifen eingefaßten Mittelbahn das Wappen der Gemeinde in Gestalt eines goldenen Sporns mit Stern.“

### Partnergemeinden
Sulzbach unterhält partnerschaftliche Beziehungen zu
- Pont-Sainte-Maxence in Frankreich, seit 1982
- Jablonec nad Jizerou (dt.: Jablonetz) in der Tschechischen Republik, seit 1987
- Schönheide im Freistaat Sachsen, seit 1990

## Kultur und Sehenswürdigkeiten

### Arboretum Main-Taunus

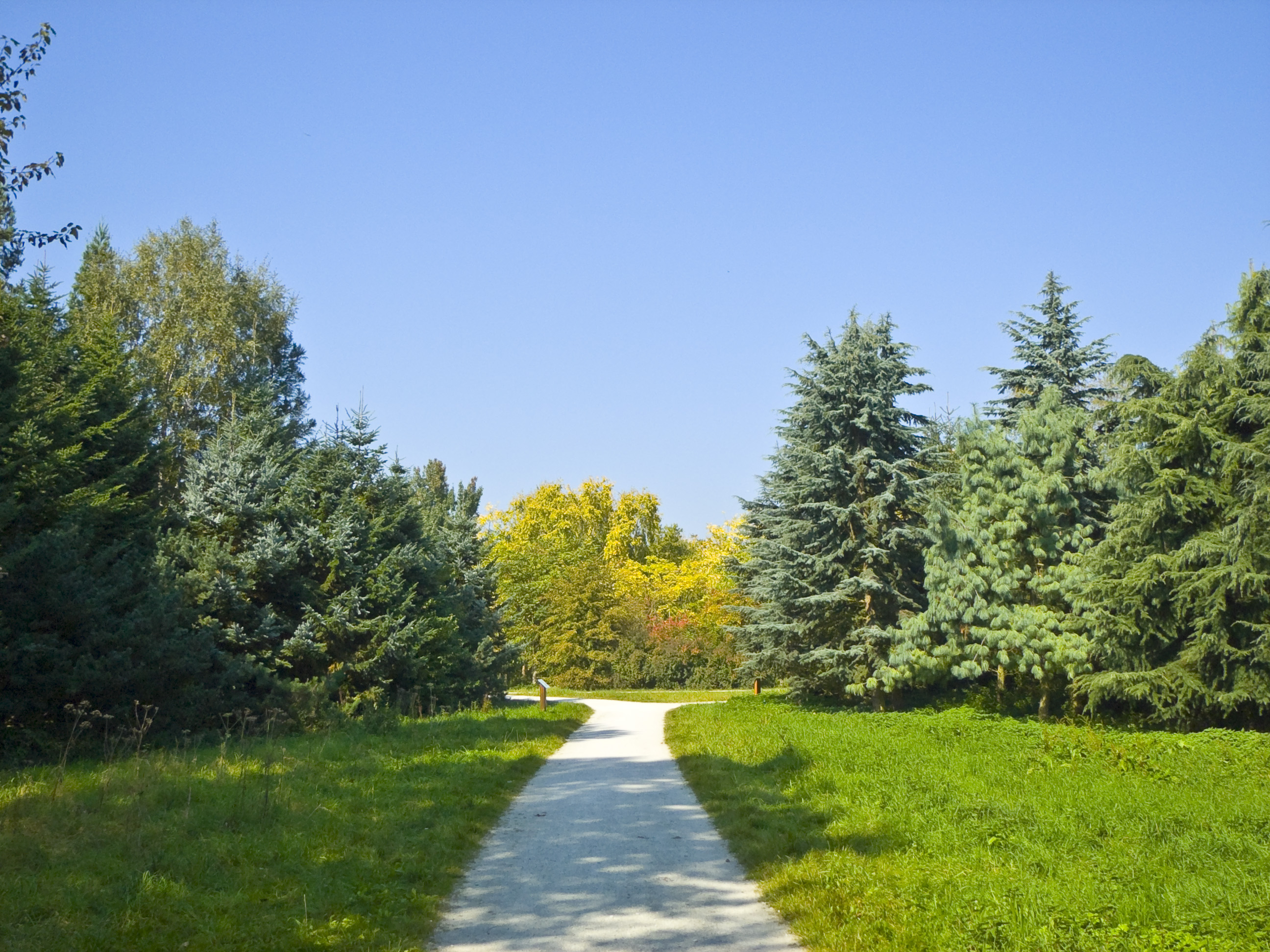
Blick ins Arboretum

Im rund 76 Hektar großen Arboretum Main-Taunus, von denen 51 Hektar auf der Sulzbacher Gemarkung liegen, wachsen um 600 verschiedene Baum- und Straucharten. Während Waldparks üblicherweise aus einer Ansammlung einzelner Bäume bestehen – mit Namenschild und Herkunftsbezeichnung – hat das Land Hessen mit dem Arboretum einen ganz anderen Waldpark geschaffen. Hier werden verschiedene Waldgebiete der gemäßigten Zonen der Erde jeweils durch eine Gruppe von Bäumen und Sträuchern repräsentiert, wie sie als Pflanzengemeinschaft in der Natur vorkommen. Außerdem werden mehr als ein Drittel der Fläche für Ackerbau, Weidewirtschaft und die Imkerei genutzt, so dass ein lebendiges Miteinander von Natur- und Kulturlandschaft entstanden ist.

### Bauwerke

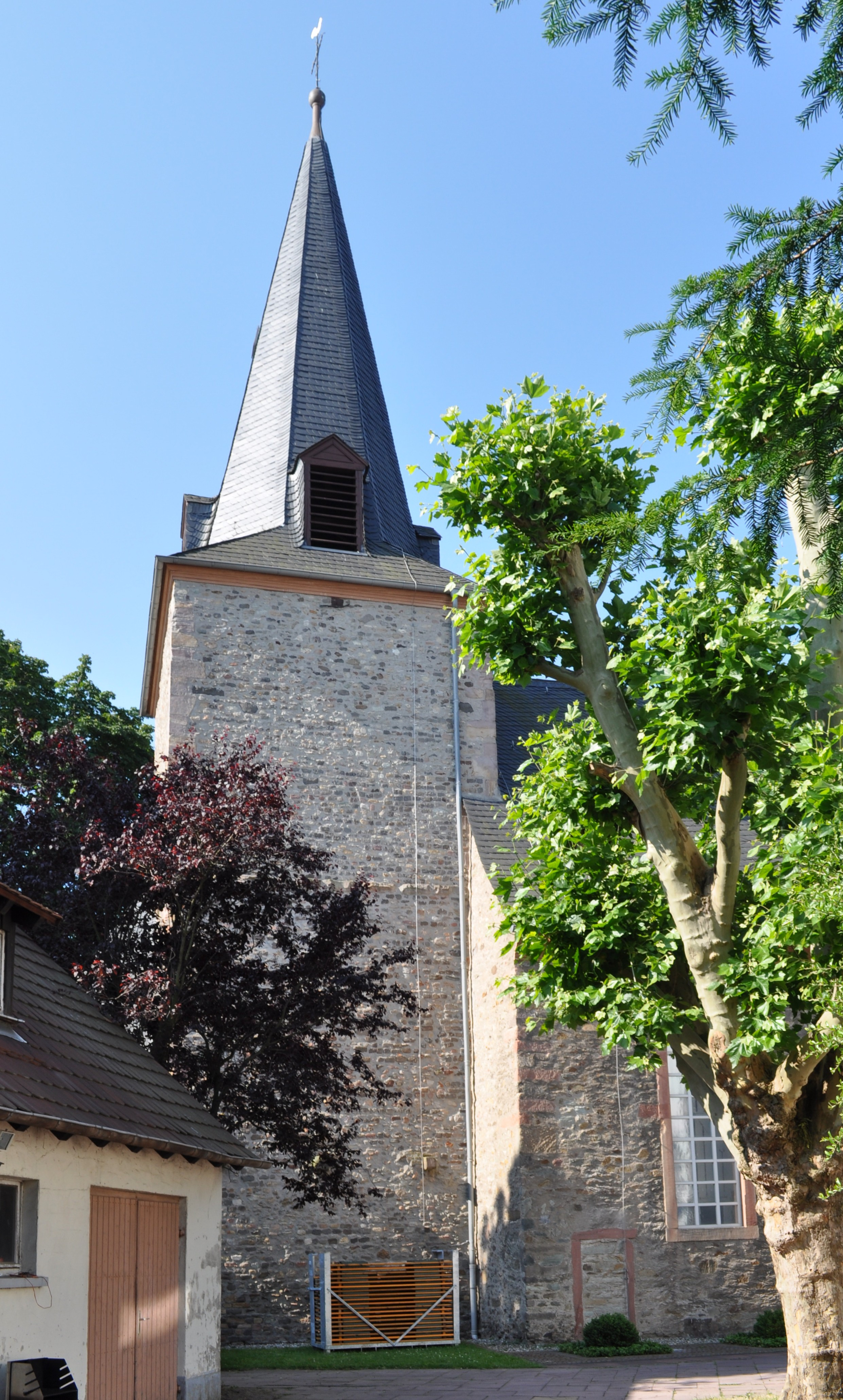
Evangelische Kirche am Platz an der Linde

Die Evangelische Kirche ist das Wahrzeichen der Gemeinde Sulzbach und besteht aus einem Glockenturm aus dem Jahre 1031, einer Apsis aus dem 15. Jahrhundert mit Teilen einer originalen Freskenausgestaltung und einem Kirchenschiff von 1724. Die reichhaltige barocke Ausgestaltung des Kirchenraums über zwei Emporen ist für eine evangelische Kirche einmalig in der Rhein-Main-Region.
Das Kirchenschiff wird auch durch die aus der Katharinenkirche in Frankfurt am Main stammende Orgel von 1626 dominiert. Diese wurde 1778 von der Sulzbacher Kirchengemeinde erstanden und dann aus- und umgebaut.

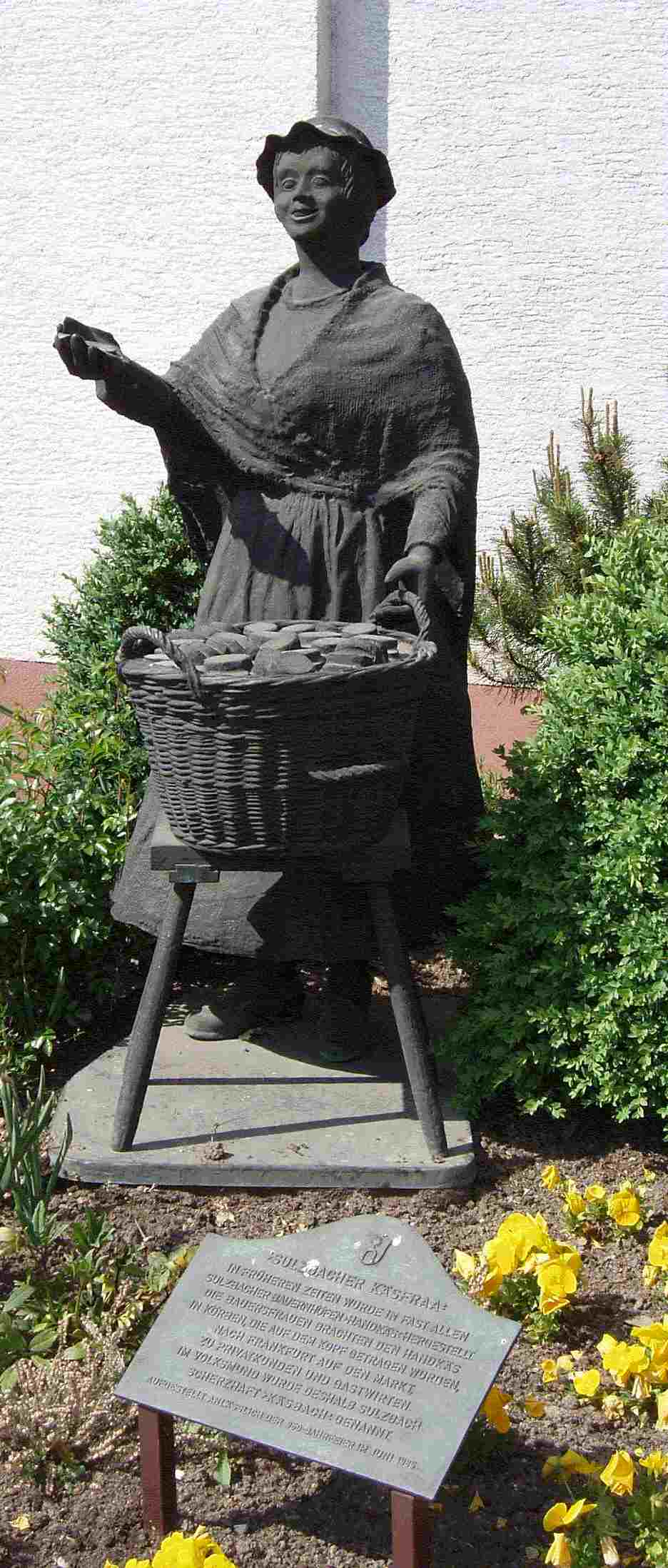
Käsfraa

1985 wurde das von der lokalen Künstlerin Hannelore Tegeder geschaffene Denkmal der Käsfraa (Käsefrau) aufgestellt. Im Mittelalter war in Sulzbach die Produktion des Handkäs weit verbreitet. Die Sulzbacher Bäuerinnen verkauften diesen auf dem Markt in Frankfurt am Main. Im Volksmund wurde Sulzbach darum scherzhaft Käsbach genannt. Im Rahmen der 950-Jahr-Feier wurde die Bronzestatue aufgestellt.
Seit der Wende im Jahr 1990 besteht eine Gemeindepartnerschaft mit der Gemeinde Schönheide im Erzgebirge. Zur Adventszeit im Jahre 2000 wurde auf dem Dalles, dem zentralen Platz des Ortes, eine erzgebirgische Weihnachtspyramide aufgestellt, um die Verbundenheit zwischen den Orten zu demonstrieren.
Am Platz an der Linde, vor der Kirche befindet sich der von Hannelore Tegeder geschaffene Bürgerbrunnen. 1989 errichtet, besteht er aus einem Bronzering, der mit Motiven des Dorf- und Vereinslebens geschmückt ist.

### Heinrich-Kleber-Park
Der Heinrich-Kleber-Park ist eine Grünanlage, die sich entlang der Eisenbahnstrecke durch den größten Teil des Ortes zieht. Sie wird vom Sulzbach durchflossen. In der Mitte des Parks wurde ein Teich angelegt. Daneben dient ein Pavillon öffentlichen Veranstaltungen. Im Park befindet sich eine Spielfläche mit angrenzendem Grillplatz die bereits 1954 ausgezeichnet wurde. Zudem gibt es noch eine Spielplatz namens Krokodilspielplatz sowie einen Fitnessplatz

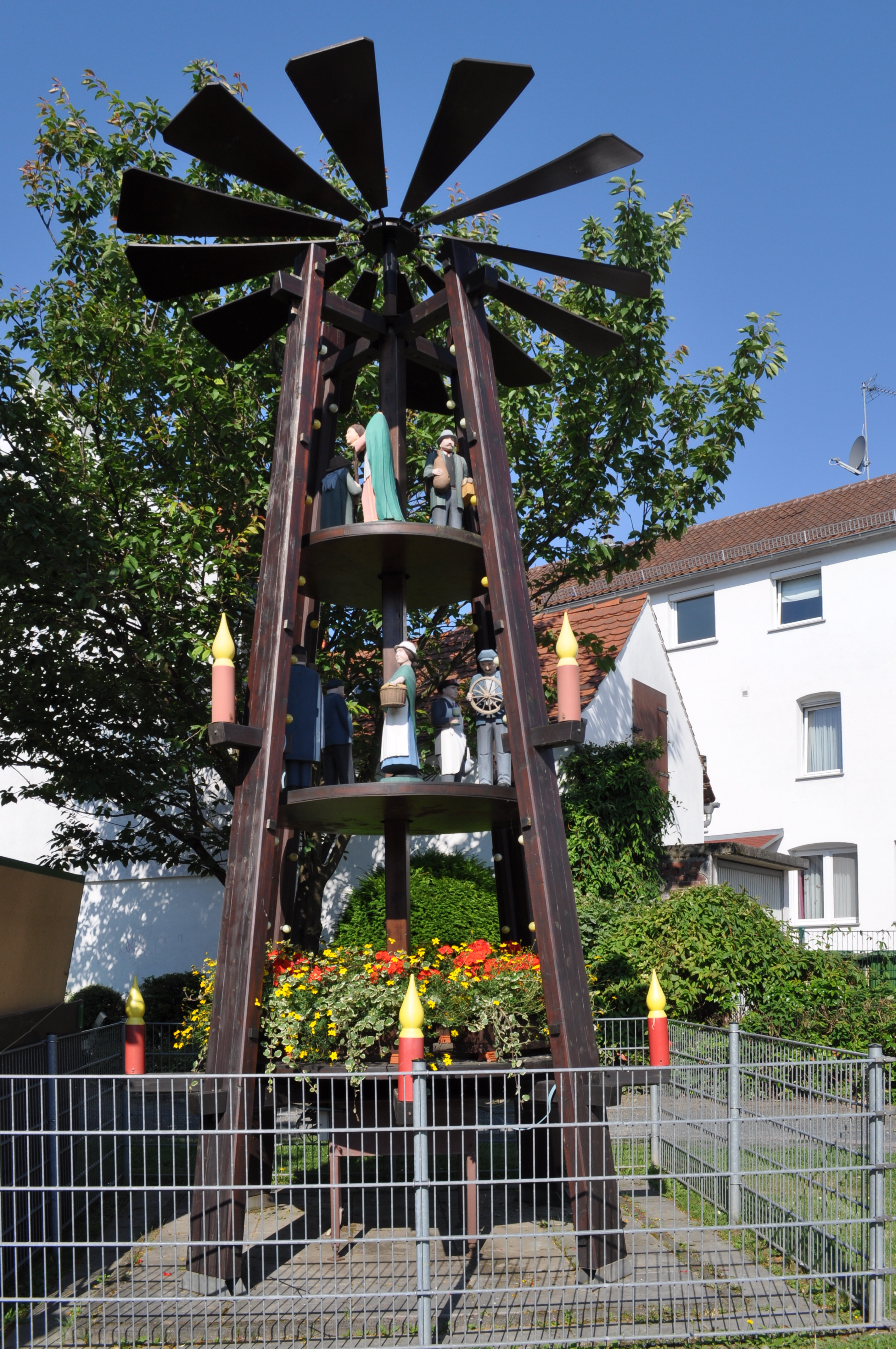
Weihnachtspyramide auf dem Dalles
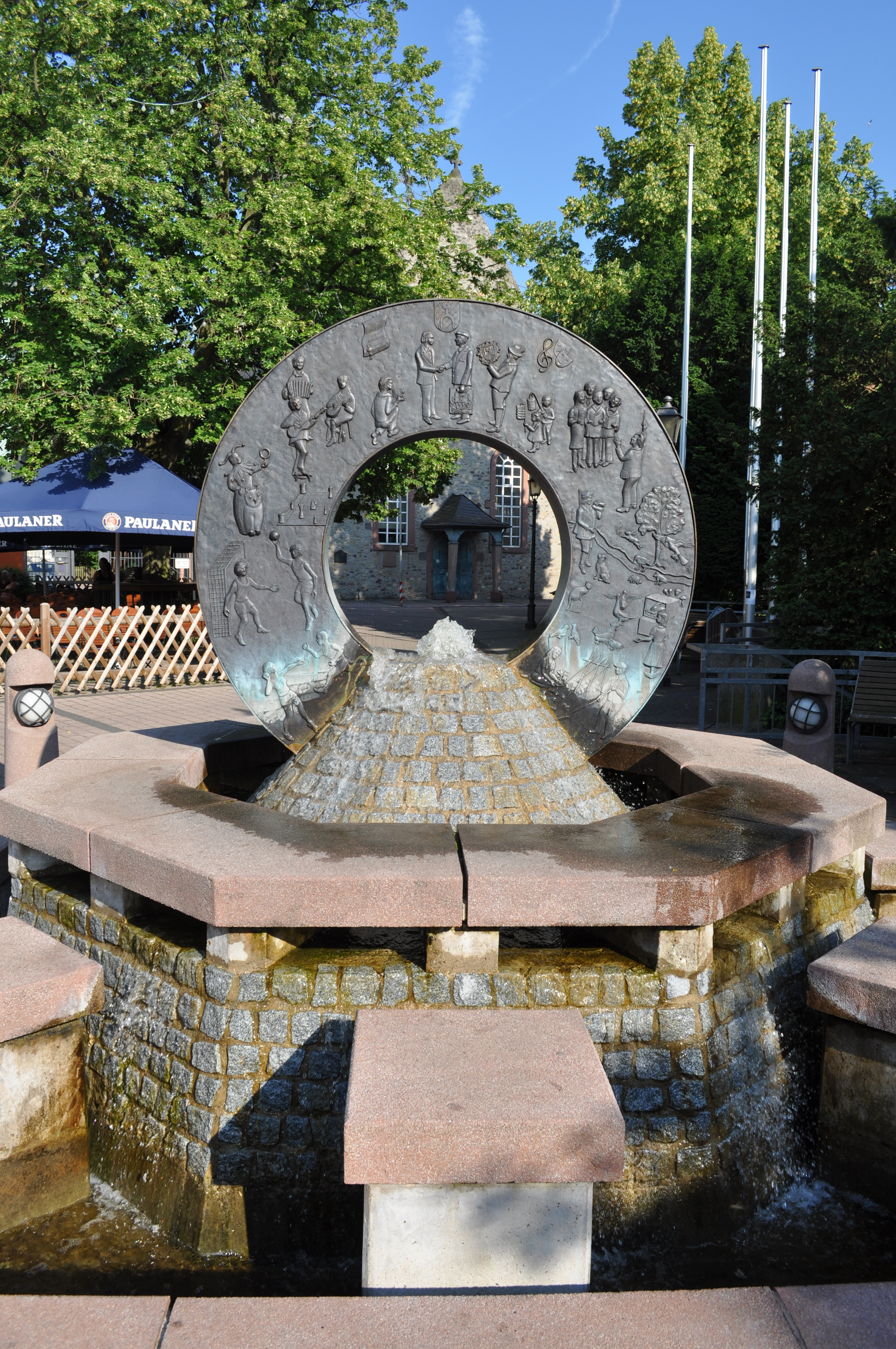
Bürgerbrunnen
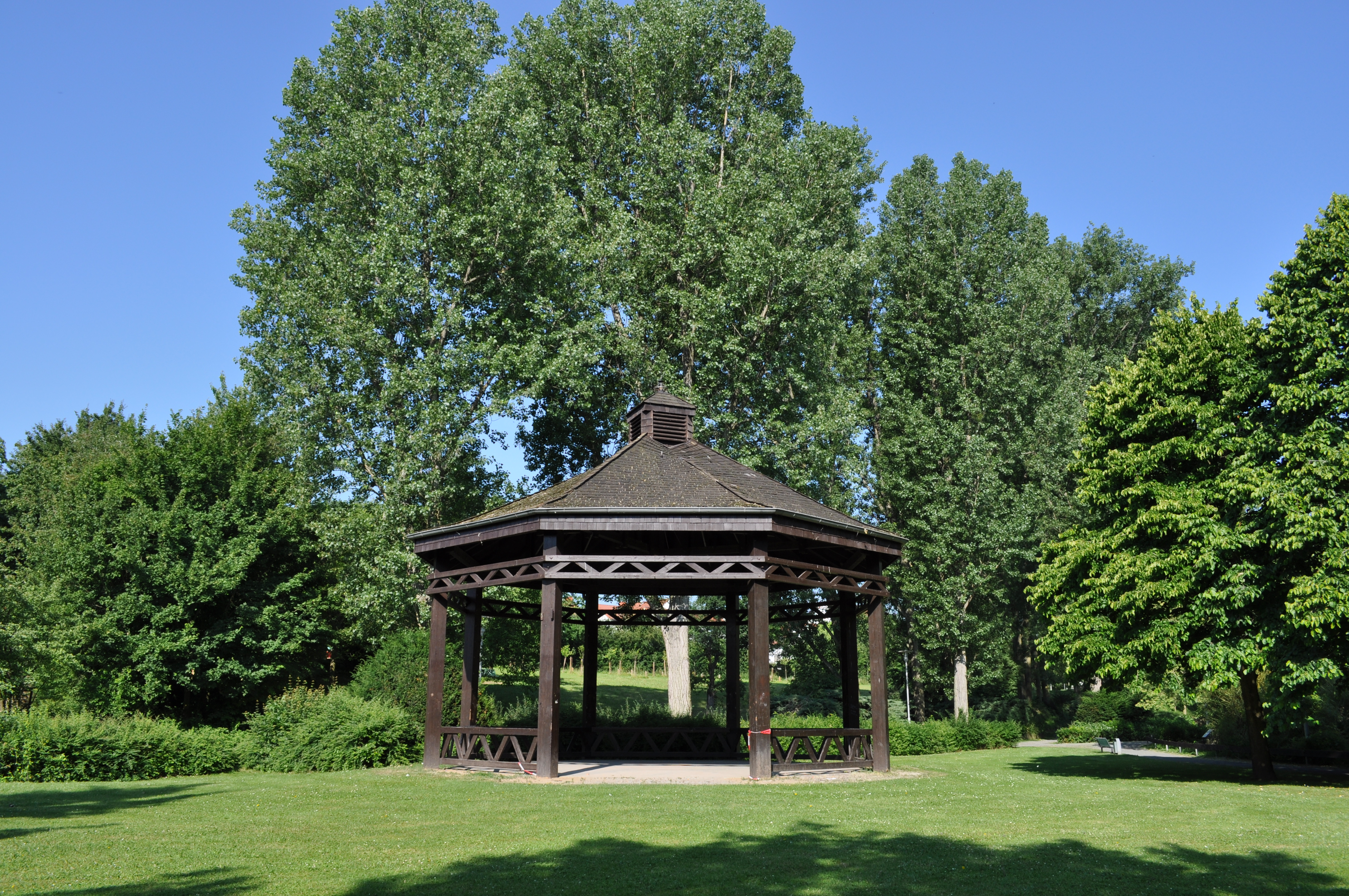
Pavillon im Park
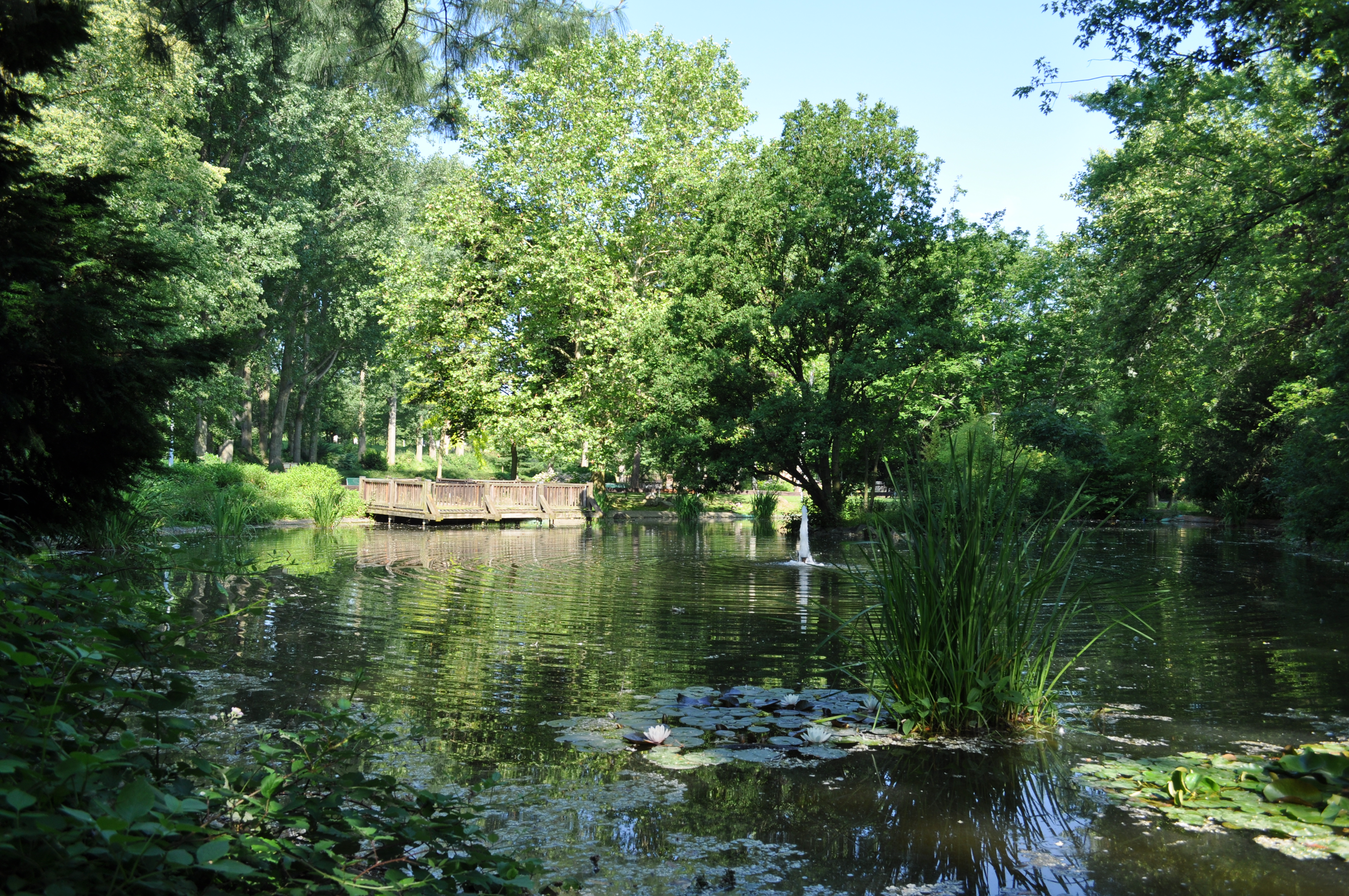
Park
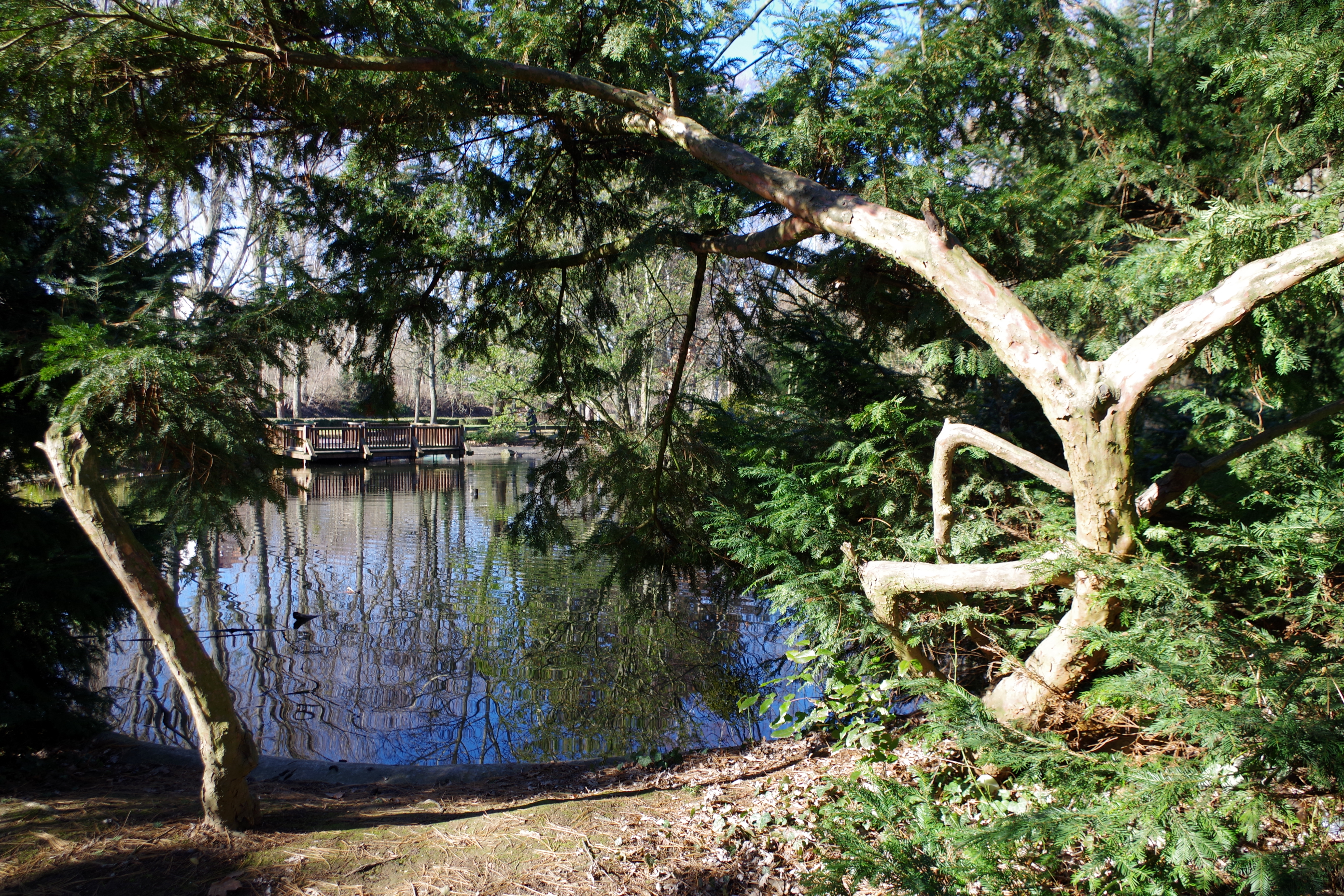
Teich im Heinrich-Kleber-Park

### Regelmäßige Veranstaltungen
- Das traditionelle Volksfest Wäldchestag aus Frankfurt am Main findet am Pfingstsonntag in der Sulzbacher Feuerwehr statt.
- Sulzbacher Straßenfest am letzten Wochenende im Juni.
- Das Folklore-Festival findet als eine von mehr als 60 Veranstaltungen zum 190 km langen Regionalpark-Fest am ersten Sonntag im September statt.
- Die Sulzbacher Kerb findet Ende Oktober traditionell auf dem Dalles statt.
- Vier Wochen vor dem Karnevalswochenende findet im Frankfurter Hof die Karnevalssitzung statt.
- Der Sulzbacher Weihnachtsmarkt findet am Samstag vor dem 1. Advent am Platz an der Linde statt.
- Seit 2013 nimmt Sulzbach am Stadtradeln teil.[13]

## Wirtschaft und Infrastruktur

### Landwirtschaft
Sulzbach liegt mit seiner Gemarkung zum Großteil auf Lößgrund. Zu einem anderen Teil liegt es auf einer Mischung aus Sand- und Mergelboden mit zum Teil lehmiger, zum Teil schwerer und feuchter Oberfläche. Diese Bodenart eignet sich gut zur landwirtschaftlichen Nutzung, weswegen man in Sulzbach auf zehn landwirtschaftliche Betriebe stößt. Der Getreideanbau ist in Sulzbach schon seit der Ersterwähnung der Siedlung verbreitet. Später wurden der Kartoffel- und der Maisanbau eingeführt, welche bis heute fortgeführt werden. In jüngster Zeit werden vermehrt Raps und Zuckerrüben angebaut.

### Wirtschaft
Das Main-Taunus-Zentrum wurde in Sulzbach im Jahre 1964 eröffnet und war deutschlandweit das erste in sich abgeschlossene Einkaufszentrum nach dem Vorbild jener aus den Vereinigten Staaten von Amerika. Zu dieser Zeit war es das größte Einkaufszentrum Europas. Das Main-Taunus-Zentrum wurde ab dem Jahre 2001 modernisiert und feierte nach einer groß angelegten Erweiterung ab dem Jahre 2007 im November 2011 seine Wiedereröffnung. Die heutige Verkaufsfläche beträgt 91.000 m², damit ist das Main-Taunus-Zentrum das achtgrößte Einkaufszentrum in Deutschland.

### Bildung und Betreuung

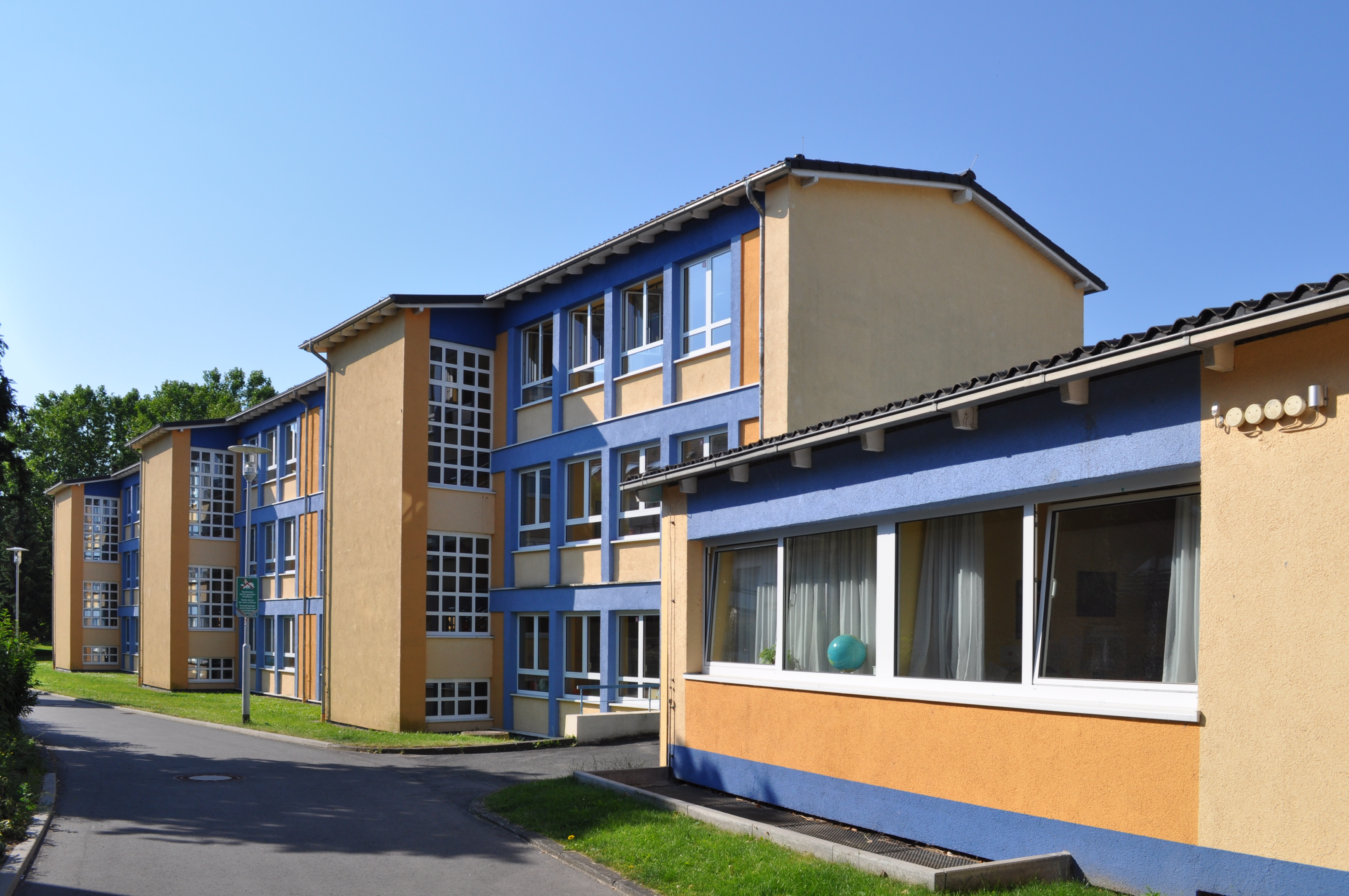
Cretzschmarschule

Vor Ort befinden sich die Cretzschmarschule (Grundschule) und die Mendelssohn-Bartholdy-Schule (ehemals Eichwaldgymnasium) als Gesamtschule. Außerdem zwei Kinderhorte und fünf Kindergärten bzw. Kindertagesstätten. Für die Jugendarbeit besteht das Jugendhaus.

### Sportstätten
Zu den Sportanlagen zählen die Eichwaldhallen, mit zwei großen und einer kleinen Sporthalle. Sie werden von Vereinen, Schulen und für Veranstaltungszwecke genutzt. Die Eichwaldhallen sind im Eigentum der Gemeinde.
Sulzbach verfügt über einen Sportplatz mit zwei Kunstrasenplätzen, einer Tartanbahn über 400 m sowie einem Basketballfeld. Ebenfalls zu den Sportstätten zählt eine Wurfanlage.

### Feuerwehr

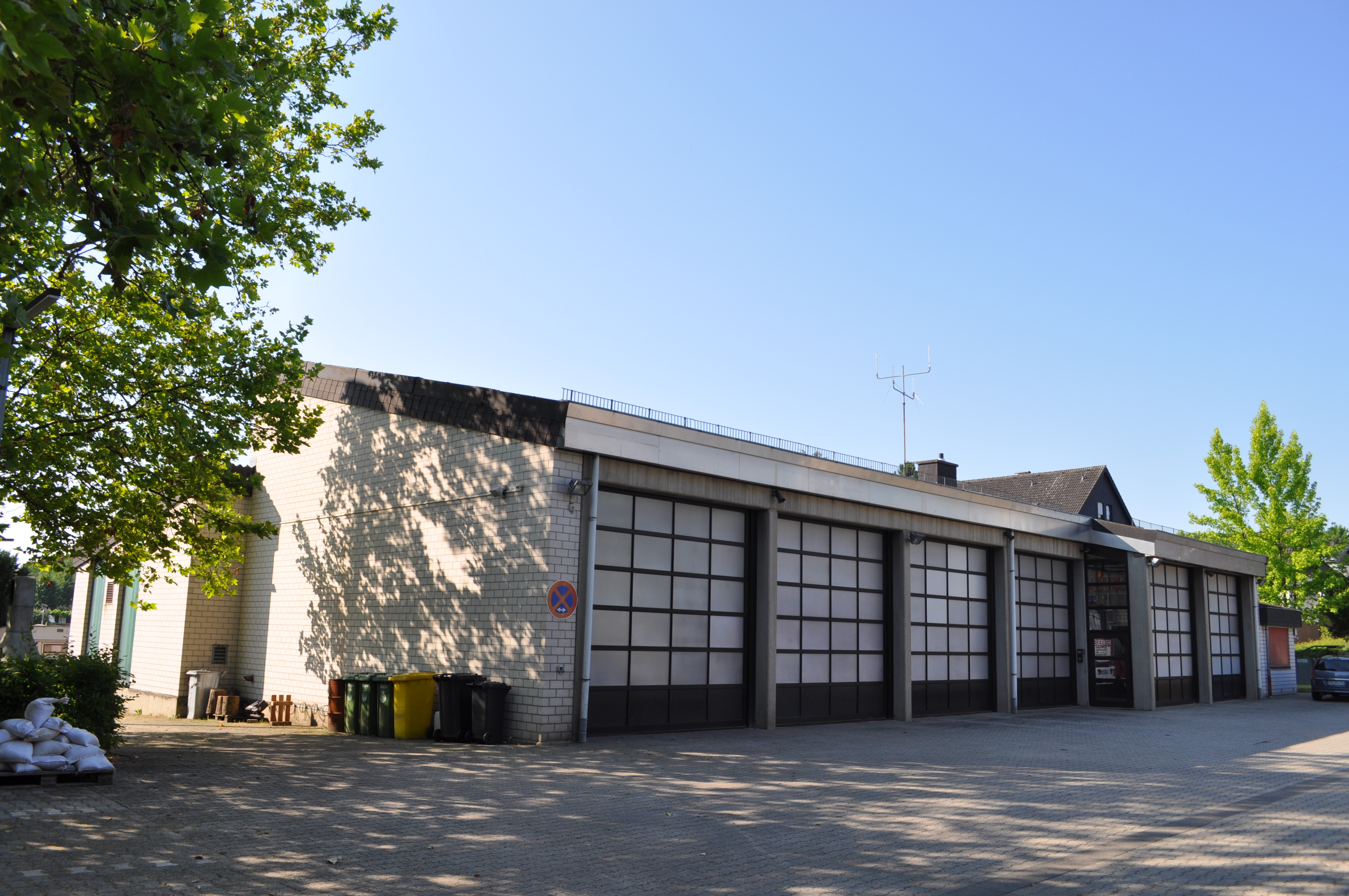
Sulzbacher Feuerwehrhaus (mittlerweile gibt es links von der Fahrzeughalle einen neuen Anbau)

Die Freiwillige Feuerwehr besteht seit 1930 und verfügt aktuell über von neun Fahrzeuge. Im Jahr 2015 wurde nach einer dreijährigen Bauzeit das Feuerwehrhaus modernisiert und erweitert. Das Feuerwehrhaus zählt damit aktuell zu einem der modernsten im Main-Taunus-Kreis. 2024 wurde erstmalig ein Hubrettungsfahrzeug (Drehleiter) der Feuerwehr Sulzbach (Taunus) übergeben.

## Persönlichkeiten

### Söhne und Töchter der Gemeinde
- Philipp Jakob Cretzschmar (1786–1845), Anatom, Arzt und Zoologe. Er war Gründungsmitglied der Senckenbergischen Gesellschaft für Naturforschung, Frankfurt am Main. Sein Denkmal steht in der Grünanlage hinter der evangelischen Kirche.
- Philipp Müller (1786–1858), Landtagsabgeordneter Nassau, Mitglied des Vorparlaments
- Ludwig Cretzschmar (1792–1862), Gutsbesitzer und Politiker
- Georg Christian (1876–1936), Landwirt und Politiker
- Hans-Ulrich Steinau (1946–2025), Chirurg
- Gabriela Lesch (* 1964), Mittelstreckenläuferin

### Personen, die in Sulzbach gelebt oder gewirkt haben
- Otto Volger (1822–1897), Naturwissenschaftler
- Erich Hanke (1912–1998), Gartenarchitekt
- Rudolf Achenbach (1928–2015), Unternehmer, Gründer der Achenbach Delikatessen Manufaktur in Sulzbach
- Berthold R. Gall (* 1947), Bürgermeister in Sulzbach, Landrat des Main-Taunus-Kreises
- Johannes Schedl (* 1980), Schauspieler, Sprecher und Hörspiel-Produzent